# Bergmatten-Kräuterspanner
Der Bergmatten-Kräuterspanner (Mesotype verberata, Syn.: Perizoma verberata) auch als Hangmoor-Wellenlinien-Blattspanner oder Hangmoorrasen-Blattspanner bezeichnet, ist ein Schmetterling (Nachtfalter) aus der Familie der Spanner (Geometridae).

## Merkmale

### Falter
Die Flügelspannweite der Falter beträgt 24 bis 32 Millimeter. Die Grundfarbe der Vorderflügel ist weißlich bis cremefarbig, zuweilen leicht bräunlich überstäubt. Die Vorderflügel zeigen drei bis fünf dunkle, wellige Querlinien, die in Richtung des Vorderrandes leicht abknicken. Das Saumfeld ist gelegentlich etwas verdunkelt. Am äußersten Saumrand ist eine dünne schwarze, unterbrochene Linie zu erkennen. Diskalflecke sind zumeist nicht erkennbar oder nur als winziger Punkt vorhanden. Die Hinterflügel sind weißlich und zeigen ein bis zwei undeutliche Querlinien.

### Ei
Das Ei ist zunächst grünlich und verfärbt sich später in hellbraune Tönungen. Das Schmalprofil ist angenähert birnenförmig. Die Breitseiten weisen deutliche Vertiefungen auf. In der Draufsicht wirkt es nahezu rechteckig. Die Netzstruktur ist sehr fein und nur schwach erkennbar. Die Mikropylrosette ist zwölfblättrig und schwarz unterlegt.

### Raupe
Erwachsene Raupen sind graugrün gefärbt, haben eine dunkle Rückenlinie und einen breiten weißen Seitenstreifen. Der vordere Teil ist leicht verjüngt.

### Puppe
Die Puppe hat eine gelbbraune Farbe und einen schwärzlichen Kremaster.

## Geographische Verbreitung und Vorkommen
Der Bergmatten-Kräuterspanner ist überwiegend in gebirgigen und bergigen Gegenden Mitteleuropas zu finden. Die Verbreitung reicht von Spanien über die Alpen und den Balkan bis nach Vorderasien. Er fehlt in Nord- und Osteuropa. Die Höhenverbreitung umfasst Lagen von 600 bis zu 2500 Meter, bevorzugt wird in den Alpen der Bereich zwischen 1000 und 1500 Meter. Hauptlebensraum der Art sind Waldwiesen und -ränder, Bergmatten, Magerrasenflächen, mit Stauden bewachsene Graslandschaften sowie mooriges Gelände.

## Lebensweise
Die Hauptflugzeit der Falter sind die Monate Juni, Juli und August. Sie sind überwiegend dämmerungs- und nachtaktiv. In der Abenddämmerung saugen sie gerne an den Blüten folgender Pflanzen:
- Gewöhnliche Goldrute (Solidago virgaurea)
- Blauer Eisenhut (Aconitum napellus)
- Rundblättrige Glockenblume (Campanula rotundifolia).

Nachts besuchen sie künstliche Lichtquellen. Die Weibchen verstreuen ihre Eier meist einzeln und lose in der Vegetation. Die Raupen ernähren sich von verschiedenen niedrigen Pflanzen, beispielsweise von Bärwurz (Meum athamanticum) oder Hasenlattich (Premanthes purpurea) und leben von April bis Juni. Sie verpuppen sich in einem leichten Gespinst an der Erde. Die Art überwintert als Ei.

## Gefährdung
Der Bergmatten-Kräuterspanner kommt in Deutschland in unterschiedlicher Anzahl vor, fehlt in einigen westlichen, nördlichen und nordöstlichen Regionen und wird auf der Roten Liste gefährdeter Arten in Kategorie 3 (gefährdet) geführt.